# Saturation (Strange Love)
Saturation (Strange Love) è un singolo del gruppo musicale statunitense Grey Daze, pubblicato il 15 aprile 2022 come primo estratto dal secondo album di remix The Phoenix.

## Descrizione
Si tratta di una rivisitazione di Saturation, traccia conclusiva del secondo album ...No Sun Today del 1997. La musica è stata nuovamente arrangiata dalla formazione attuale del gruppo insieme alla produttrice Esjay Jones.

## Video musicale
Il video, reso disponibile in concomitanza con il lancio del singolo, è stato diretto da Marc Silverstein e alterna scene di un filmato di un combattimento medievale con altre in cui il gruppo esegue il brano con frammenti di una loro esibizione degli anni novanta.

## Tracce
Testi e musiche di Chester Bennington, Sean Dowdell, Mace Beyers, Cristin Davis e Esjay Jones.
1. Saturation (Strange Love) – 3:55

## Formazione
Gruppo
- Chester Bennington – voce
- Sean Dowdell – batteria
- Mace Beyers – basso
- Cristin Davis – chitarra

Produzione
- Esjay Jones – produzione
- Grey Daze – produzione esecutiva
- Brian Virtue – registrazione
- Nate Haessly – assistenza alla registrazione
- Lucas D'Angelo – missaggio
- Ilan Benitah – assistenza al missaggio
- Emily Lazar – mastering